# Alfredo Orecchio
Alfredo Orecchio (Enna, 1º settembre 1915 – Roma, 2001) è stato uno scrittore, giornalista e critico cinematografico italiano.

## Biografia
Fascista eterodosso, esordì giovanissimo come poeta su riviste siciliane, poi sul "Meridiano di Roma", quindi con un romanzo pubblicato da Vallecchi. Partecipò alla Guerra d'Etiopia e alla Seconda guerra mondiale e, dopo l'8 settembre, aderì al Partito comunista italiano e partecipò alla Resistenza nelle file dei GAP a Roma. Dopo la Liberazione, proseguita con qualche successo fino agli anni '50 l'attività di romanziere, si dedicò al giornalismo culturale, prima al "Messaggero" poi a "Paese sera". Ha avuto tre figli: Fausta, fondatrice di Orecchio Acerbo, Rossella e Davide. Quest'ultimo, in Città distrutte, ha raccontato la "biografia infedele" del padre e della madre Oretta Bongarzoni (Pietro Migliorisi e Betta Rauch nel racconto) e al padre ha dedicato il libro Storia aperta. Nel suo blog si possono leggere le lettere scritte al padre da Vittorio De Sica e Anna Magnani per ringraziarlo delle sue recensioni

## Opere principali
- I guardiani, Firenze, Vallecchi, 1942
- Febbre in Sicilia, Roma, Cosmopolita, 1945
- Gli sposi sensibili, Roma, Reanda, 1948
- Il sospetto, Milano, Feltrinelli, 1956